# Auto-Mixte

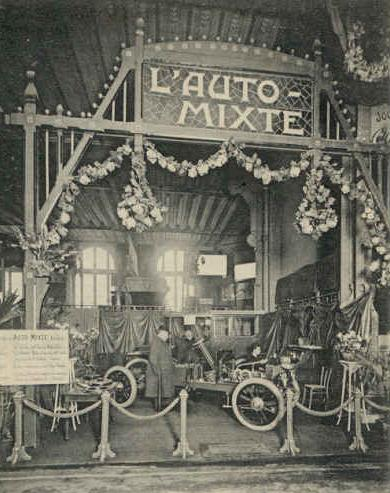
Auto-Mixte op het salon van Parijs, 1906

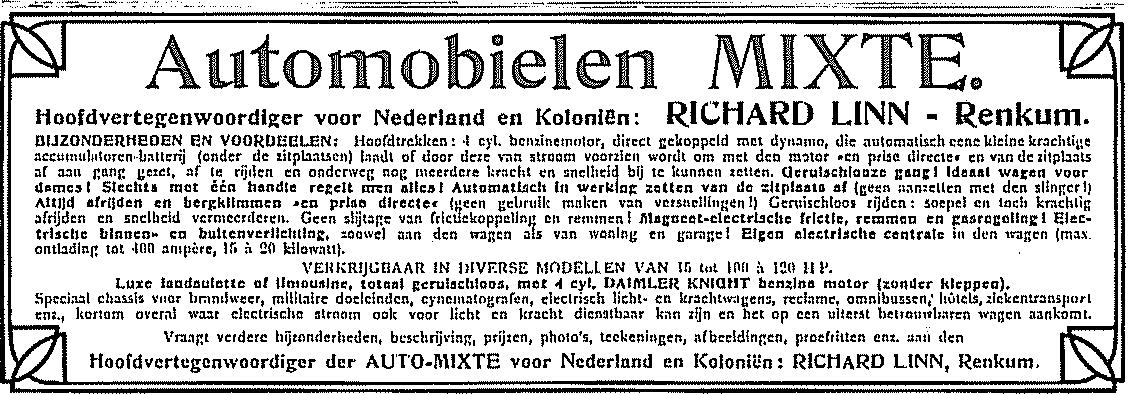
Advertentie voor Auto-Mixte

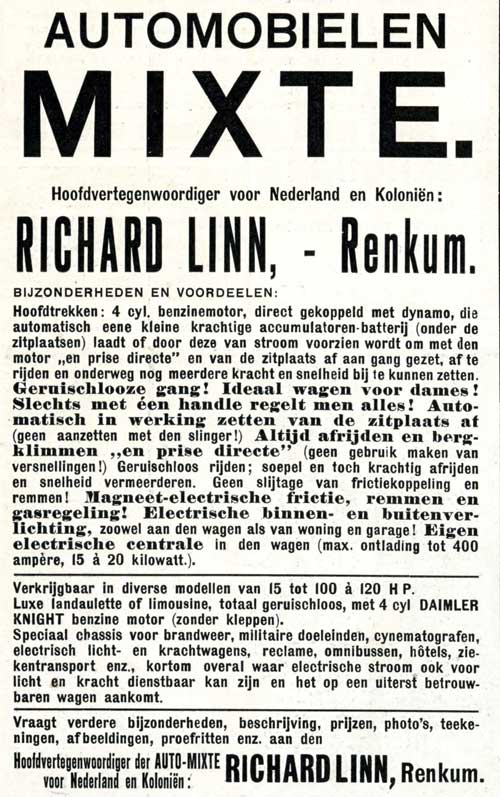
Advertentie voor Auto-Mixte

Auto-Mixte was een Belgisch automerk dat tussen 1905 en 1912 auto's, autobussen en vrachtauto's maakte.
Voortbordurend op de patenten van Henri Pieper bouwde het bedrijf uit Herstal aanvankelijk voornamelijk hybride auto's. Het toegepaste systeem kan gezien worden als een voorloper van de Toyota Prius. Wanneer de elektromotor zwaar aangesproken werd kon de brandstofmotor een zetje meegeven. Bij afremmen werd de vrijkomende remenergie opgeslagen.
Na 1911 legde het bedrijf zich voornamelijk toe op het bouwen van vrachtauto's en bussen. De auto's waren minder succesvol dan gehoopt. De accu's en elektromotor waren zwaar en vrij fragiel en de auto's waren daarnaast vrij duur. Een bijzondere opdracht kreeg het bedrijf om in 1912 autobussen voor het busbedrijf van Londen te maken. De achterwielen werden aangedreven door elektromotoren; voor elke zijde een motor. Deze toepassing maakte een differentieel overbodig, zodat het looppad in de bus vrij van obstakels kon blijven.
Nu het bedrijf de balans had verzet werd de bedrijfsnaam gewijzigd in Pescatore, naar Théodore Pescatore, de eigenaar van het bedrijf. Het bedrijf kwam niet terug na de Eerste Wereldoorlog; de werkplaatsen werden overgenomen door Gillet.